# Parafia Chrztu Pańskiego i św. Teresy od Dzieciątka Jezus w Piotrowszczyźnie
Parafia Chrztu Pańskiego i św. Teresy od Dzieciątka Jezus w Piotrowszczyźnie (biał. Парафія Хросту Пана і св. Тэрэзы ад Дзіцятка Езус у Пятроўшчыне) – parafia rzymskokatolicka w Piotrowszczyźnie. Należy do dekanatu głębockiego diecezji witebskiej.

## Obecnie
W parafii działa wspólnota Żywego Różańca, Franciszkański Zakon Świeckich oraz Rycerstwo Niepokalanej.
Cmentarze znajdują się w miejscowościach: Urzecze, Majsiucino, Mikulino, Hołubczyki

## Obszar
Na terenie parafii leżą miejscowości: Piotrowszczyzna, Urzecze, Majsiucino, Romanczuki, Babicze, Hołubczyki, Łuczajka, Kapylszczyzna

## Źródła
- Parafia w Piotrowszczyźnie na stronie internetowej catholicvitebsk.by. catholicvitebsk.by. [zarchiwizowane z tego adresu (2017-11-22)].